# Phrurotimpus parallelus
Espèce
Synonymes
- Phrurolithus parallelus Chamberlin, 1921

Phrurotimpus parallelus est une espèce d'araignées aranéomorphes de la famille des Phrurolithidae.

## Distribution
Cette espèce est endémique du Washington aux États-Unis,. Elle se rencontre vers Wawawai.

## Description
Le mâle holotype mesure 2,3 mm.

## Publication originale
- Chamberlin, 1921 : A new genus and a new species of spiders in the group Phrurolitheae. Canadian Entomologist, vol. 53, no 3, p. 69-70 (texte intégral).